# PHP Development Tools
PHP Development Tools — интегрированная среда разработки приложений на языке программирования PHP, разработанная на основе Eclipse, распространяемая на условиях лицензии
Eclipse Public License. Первый релиз состоялся 18 сентября 2007 года.

## Возможности
- Сворачивание кода
- Рефакторинг
- Генерация кода (методы доступа к членам класса, мастер классов и интерфейсов)
- Анализ и исправление кода
- Поддержка PHP 4 и PHP 5 (включая замыкания и пространства имен)
- Иерархическое представление классов и методов
- Отладка PHP-скриптов (как локально, так и с помощью интеграции с Zend Server и XDebug)
- Поддержка HTML, CSS, JavaScript

и другие.